# Bohumil Kubišta
Bohumil Kubišta (ur. 21 sierpnia 1884 we wsi Praskačka, zm. 27 listopada 1918 w Pradze) – czeski malarz, grafik i teoretyk sztuki.

## Życiorys

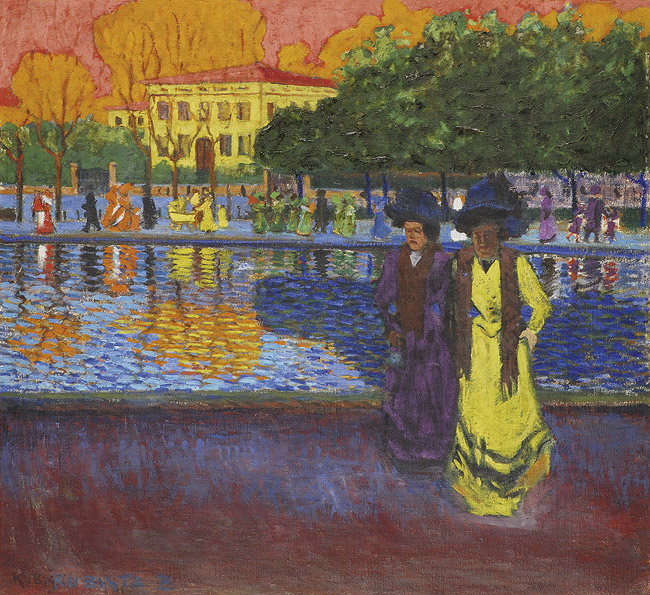
Obraz Promenda nad Arno, 1907

Urodził się jako nieślubny syn w niezamożnej rodzinie chłopskiej. Po nauce w szkole realnej w latach 1896-1903, rozpoczął studia w Szkole Rzemiosł Artystycznych w Pradze, po roku kontynuował studia w Akademii Sztuk Pięknych w Pradze u Vlaho Bukovaca. W latach 1906–1907 studiował we Florencji. Zajmował się też studiami z dziedziny teorii malarstwa.
Powróciwszy do Pragi, uczestniczył (1907–1908) w dwóch wystawach grupy „Osma” („Ósma”) i stał się jej członkiem. Wkrótce także został jej nieoficjalnym rzecznikiem.
Po pobycie w Paryżu (1910) zorganizował wystawę grupy „Niezależnych” w Pradze.
W pierwszej połowie 1911 nawiązał kontakt z drezdeńską grupą „Die Brücke”, której członkowie – Ernst Ludwig Kirchner i Otto Mueller odwiedzili go w Pradze. W sierpniu tegoż roku został członkiem „Die Brücke”. W 1912 uczestniczył w wystawach „Sonderbundu” w Kolonii oraz „Berliner Sezession” w Berlinie.
Malarstwo Kubišty pozostawało początkowo pod wpływem ekspresjonizmu, później pod wpływem kubizmu i futuryzmu.
Podczas I wojny światowej – w szeregach Armii Austro-Węgier – służył jako artylerzysta w Puli, Jaromierzu i na Słowacji, ale w wolnych chwilach nadal uprawiał malarstwo. Za zasługi wojenne został odznaczony austriackim Orderem Leopolda.
Zmarł podczas pandemii grypy hiszpańskiej w wieku 34 lat.